# Чилі Вільямс
Маріан Ульман (уроджена Соренсон; 16 грудня 1921 — 17 жовтня 2003), відома як Чілі Вільямс або «Дівчина в горошок», була американською пін-ап моделлю та актрисою. Фотографія, на якій вона одягнена в купальник із двох частин у горошок, з’явилася в журналі Life у 1943 році та стала однією з найпопулярніших знімків у стилі пін-ап Другої світової війни. Після популярності її фотографій у стилі пін-ап вона також знялася приблизно в 20 фільмах між 1944 і 1952 роками.

## Ранні роки
Вільямс народилася як Меріан Соренсон у 1921 році в Міннеаполісі, Міннесота. Її мати була норвежкою, а батько датчаном. Вона закінчила середню школу Маршалла. Після закінчення середньої школи вона працювала стенографісткою та моделлю в хутряному магазині в Сент-Полі, Міннесота. Вона також позувала для фотографій, одну з яких бачив нью-йоркський гламурний художник Ерл Моран.

## Модельна та акторська кар'єра

### Дівчина в горошок
У червні 1943 року Меріан Соренсон переїхала до Нью-Йорка та приєдналася до модельного агентства Гаррі Коновера. Коновер дав Соренсону ім'я «Чілі Вільямс». Коновер придумав назву раніше і чекав на потрібну дівчину.
Вільямс була сфотографована в 1943 році в купальнику з двох частин у горошок під час серфінгу на Фаєр-Айленді поблизу південного узбережжя Лонг-Айленда в Нью-Йорку. Коновер надіслав одну з фотографій до журналу Life для його колонки «Pictures to Editor». Life опублікував фотографію у своєму випуску за 27 вересня 1943 року разом із листом Коновера, в якому говорилося: «Це фото показує міс Чілі Вільямс, мою нову дівчину з обкладинки ... Це одне з її перших фото».
У наступних номерах Life опублікував листи солдатів з проханням надати копії фотографії. Нарешті Life опублікував повносторінкову копію знаменитої фотографії у номері за 22 листопада 1943 року. Журнал зазначив, що після того, як фотографія вперше з’явилася у випуску за 27 вересня, Вільямс «стала дівчиною пін-ап №1 у збройних силах США».
Колумніст Syndicated газети Ерл Вілсон писав у грудні 1943 року, що «фотографія, яка спричинила весь цей шум», показує Вільямса, який «видно вискакує з пари купальних штанів у горошок і облягаючого бюстгальтера в горошок».  Вілсон зазначив, що в той час як інші були описані як пін-ап дівчина № 1, Вільямс була «пін-ап дівчиною № 1».  Він пожартував, що редактори Life «ненавидять чізкейк, як отруту», але схилився перед попитом більше Chili Williams. 
У серпні 1944 року Вільямс отримала «рекордну кількість запитів на її фотографію — понад 100 000».  Серед листів було офіційне повідомлення від екіпажу підводного човна USS Trigger з проханням прийняти титул «Trigger Girl».  Тригер був затоплений у 1945 році після бомбардування японським літаком. 
На піку популярності наприкінці 1943 року Вільямс регулярно бачили за вечерею з південноамериканським плейбоєм і мільярдером Хорхе Гінле. Пара була постійними відвідувачами Stork Club, El Morocco, і свінг-клубів на 52-й вулиці. 

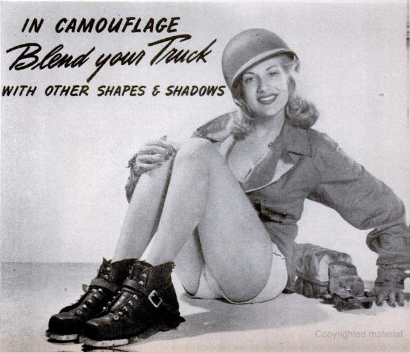
Вільямс в камуфляжній серії

У 1944 році армійські інженери найняли Вільямса позувати для серії фотографій, які використовувалися для навчальних лекцій з використання камуфляжу.  Армія заявила в офіційному релізі, що, використовуючи зображення Вільямса, «життєво важливі принципи закарбовуються в умах студентів камуфляжу найбільш ефективним чином». 
У 1947 році Герман Талмадж зробив її почесним підполковником, коли вона виступила в Асамблеї Джорджії під час дебатів. 
У 1969 році The Baltimore Sun писала:
Безсумнівно, двома найвідомішими пін-ап-картинками війни були ті, на яких Бетті Грейбл озирається через плече на камеру, і те, на якому зображена Чілі Вільямс у купальнику з двох частин у горошок. За нинішніми мірками картини були пуританськими. Але хоч і невиразні, вони були такими сексуальними, якими ніколи не будуть сучасні пінапи типу Playboy . Зайчики, що розкладалися, були предметами, а Бетті та Чілі були людьми . 

### Акторська кар'єра
У 1944 році Вільямс зіграла роль у фільмі Having Wonderful Crime, який Los Angeles Times зазначив, що це був її перший фільм.  Хоча вона знімалася в кількох фільмах, вона не була відома своєю роботою в кіно. 

## Сім'я і пізні роки
Перший шлюб Вільямса закінчився розлученням. У 1954 році вона вийшла заміж за Джона Ульмана, представника компанії зі зв’язків з громадськістю. У 1950-х роках вони вели магазин одягу в Лас-Вегасі, штат Невада. У неї були дочка Емі та син Кері. Пізніше Вільямс і її чоловік переїхали в Гарден-Гроув, Каліфорнія. Інтерв'ю в 1977 році для питання "де вони зараз?", вона розповіла:
Тепер моє життя стало набагато щасливішим і наповненішим. Гламурне життя було веселим, але я ніколи не була дуже щасливим у цьому бізнесі. В іншому я не сильно змінилась. Я досі ношу той самий розмір – 10 чи 12 – і на моєму обличчі є кілька характерних зморшок. Я іноді ношу бікіні на пляжі. Я завжди йду до океану; це в моїй крові. Я все ще відчуваю, що я та сама людина на тій картині. 
Вільямс померла у Каліфорнії в 2003 році.  